# 高勝美
高勝美（英文名：Sammi Kao, 1969年1月27日 - ）は、台湾の先住民族（台湾で言う原住民族、以下、原住民族）ブヌン族の歌手。
身長164cm。血液型A型。

## 人物・経歴
高勝美は、1980年代にデビューした台湾原住民族の歌手。高勝美と女優の高尹辰（高靖榕）の母親は姉妹である。当時の台湾社会には、原住民族に対する深い差別意識があったため、張惠妹（阿妹／A-Mei）がデビューして原住民族の波が頂点に達した1990年代後半になって、人々が徐々に原住民族に対して考えを改めるようになると、原住民族の歌手が多く受け入れられるようになり、その時になって初めて高勝美は自分が原住民族であることを認めるようになった。張惠妹よりも先にデビューした原住民族の歌手として、高勝美は人気を博し、数々の8時台のドラマの主題歌を歌い、「高八點（高8時）」と呼ばれた。
1977年、高雄の歌唱コンテストで3位に入賞し、華視訓練中心で2年間歌唱を学び、1992年には第4回金曲奨最優秀国語歌曲女性歌手賞を受賞した。ドラマ化された瓊瑤の小説《青青河邊草》、《啞妻》、《三朵花》、《望夫崖》、《海鷗飛處彩雲飛》的歌曲、及び台視（TTV）《新白娘子傳奇》のオープニング曲、中視（CTV）《一代皇后大玉兒》のオープニング曲が大きな注目を集めた。

## 関連文献
- 劉宜（整理）. 林淑華 , 编. 《麻雀變鳳凰》 初版. 希代書版. 1994-10-01: 256頁 [1994]. ISBN 957-544-576-7（中文）. 高勝美（口述）（繁體中文）